# Vire (fiume)
La Vire è un fiume costiero della Bassa Normandia, che nel suo corso, lungo 128 km, attraversa i dipartimenti del Calvados e della Manica, bagnando successivamente le città di Vire, Saint-Lô e Isigny-sur-Mer, per poi sfociare nella Manica, al confine dei due dipartimenti, più precisamente nella Baia di Veys, insabbiata dai suoi sedimenti.

## Geografia
La Vire ha la sua sorgente nel punto d'incontro dei tre dipartimenti basso-normanni (la Manica, il Calvados e l'Orne) sul territorio del comune di Chaulieu alla Butte-Brimbal, a sud-est di Vire, a nord del bosco Saint-Christophe a un'altitezza di 308 m s.l.m. Il suo corso è orientato verso nord-nord-ovest fino alla sua confluenza con la Souleuvre a Campeaux, poi verso ovest fino a Pont-Farcy (luogo delle "gole della Vire"), infine verso nord attraverso le arenarie e gli schisti d'un sinclinale.
Dal confluente della Souleuvre fino a Saint-Lô, il fiume scorre in una valle sinuosa e incassata, marcata da due interruzioni di pendenza importanti. Su questa parte del corso, tra Troisgots e Condé-sur-Vire, si trova la località spettacolare delle Roches de Ham: un ampio meandro della Vire è dominato da una falesia di schisti, i cui dirupi oltrepassano gli 80 metri. A nord della prefettura del dipartimento della Manica, la valle s'allarga negli acquitrini d'Isigny e della baia delle Veys.
Il corso finale della Vire è stato canalizzato e costituisce il porto d'Isigny-sur-Mer che segna la confluenza del fiume con il suo principale affluente, l'Aure, meno di tre chilometri prima dell'estuario.

## Idrologia
Come l'Orne, la Vire è caratterizzata da un regime pluviale oceanico segnato da periodi di magra estivi molto pronunciati (2.64 m³/s in agosto a Saint-Lô per una media annuale di 12.7 m³/s).
La portata del fiume è più sostenuta all'estuario, dopo l'apporto dei suoi principali tributari (Elle e Aure).

### Piene
Il fiume è tranquillo, ma non è al riparo da eccessi che conducano ad inondazioni. Così la portata del fiume s'è elevata a 256 m³/s il 15 febbraio 1990 alle 12:23 presso la stazione idrografica di Saint-Lô. Nel 1843, numerosi temporali provocarono un'esondazione della Vire a Saint-Lô, con notevoli danni ai quartieri più bassi.. 
Le precipitazioni atmosferiche nel suo bacino presentano al momento un valore annuale molto più elevato rispetto alla media dei fiumi della pianura. Esse ammontano a 464 millimetri l'anno.

### Il bacino e gli affluenti
Il bacino della Vire si suddivide fra i dipartimenti del Calvados e della Manica, raccogliendo le acque di una parte del Bocage virois, del Cotentin e del Bessin.
Esso è situato tra i bacini della Seulles a est, dell'Orne a sud-est, della Loira (tramite il suo sub-affluente più settentrionale, l'Égrenne) e della Sée a sud, della Sienne a sud-ovest e della Douve a nord-ovest.
La Vire riceve le acque del suo principale affluente (82 km), l'Aure, a qualche chilometro dal suo estuario, sulla destra orografica, a Isigny-sur-Mer. Ingrossato dall'importante Drôme, l'Aure è con l'Elle (lunga 32 km), che lo alimenta sulla destra orografica un po' più a monte, a Neuilly-la-Forêt, uno dei due soli affluenti che superano la lunghezza dei 20 km.
Gli altri affluenti importanti sono, da monte verso valle (tra parentesi la lunghezza):
- la Virène (13 km) a Saint-Germain-de-Tallevende sulla riva sinistra
- l'Allière (18 km) a Vire sulla riva destra
- la Brévogne (17 km) a La Graverie sulla riva sinistra
- la Souleuvre (18 km) a Campeaux sulla riva destra
- la Drôme (17 km), omonimo dell'affluente dell'Aure, a Pont-Farcy sulla riva sinistra
- la Jacre (13 km) a Fervaches sulla riva destra
- la Joigne (13 km) a Saint-Lô sulla riva sinistra.

## Storia

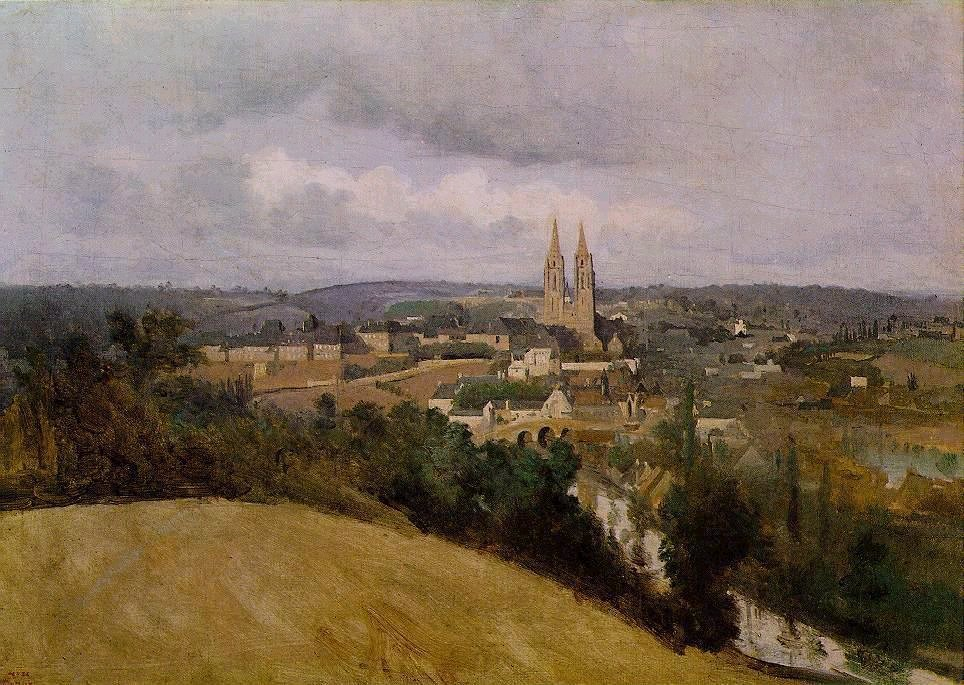
Jean-Baptiste Corot - La Vire a Saint-Lô (verso il 1833) - Museo del Louvre

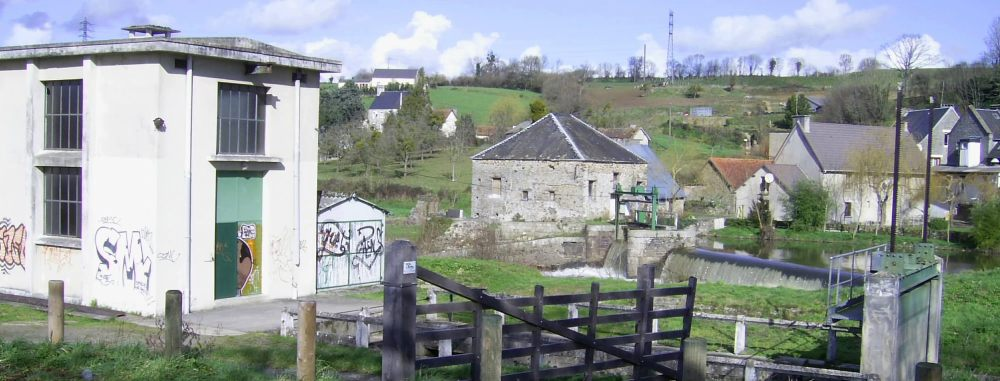
Sbarramento di Candol

Come molti corsi d'acqua di scarsa importanza, la Vire è stata a lungo navigabile e costituiva una via di comunicazione indispensabile alle popolazioni rivierasche per l'inoltro e la commercializzazione dei loro prodotti. Se una navigazione fluviale è attestata già nel medioevo, poco sappiamo di essa. In compenso, dal XVII secolo si sa che numerose imbarcazioni solcavano il fiume, da Pont-Farcy al mare (circa 69 km), inoltrando verso valle sidro, burro, legno, destinati a essere venduti in tutto il nord del regno e, risalendo, la tangue (sabbia fangosa delle zone del nord della Francia, ricoperte dall'alta marea, utilizzata come concime) della baia dei Veis, verso l'interno della terraferma.
L'apogeo della navigazione sulla Vire fu raggiunto tra il 1835 (classificazione del fiume nella nomenclatura dei corsi d'acqua navigabili) e il 1926 Durante questo periodo di quasi un secolo, battelli a fondo piatto e chiatte, trascinati da cavalli e uomini, trasportavano prodotti agricoli e materie prime (mattoni, pietre, tegole, carbone inglese..e sempre la tangue). Numerosi miglioramenti furono apportati per facilitare la risalita o la discesa del fiume: costruzione di un percorso di alaggio lungo tutto il corso del fiume, costruzione di 18 derivazioni tramite chiuse compensanti le brusche variazioni di pendenza, taglio del Canale della Vire e Taute assicurante il collegamento tra Saint-Fromond e Carentan. Questo canale fu tagliato e predisposto tra il 1835 e il 1839 (esso aveva 3 chiuse e 7 porti) e serviva a facilitare l'acquisizione della tangue a partire da Carentan. Gli anni precedenti la prima guerra mondiale videro l'apogeo del suo traffico (tra le 12000 e le 15000 tonnellate all'anno), poi la via navigabile, così come la Vire, perse di interesse sotto la duplice concorrenza del trasporto ferroviario e di quello stradale, fu abbandonnata nel 1938, prima di essere radiata dalla classificazione delle vie navigabili nel 1957. Le due vie d'acqua soffrivano per le ridotte dimensioni della loro sagoma (23.10 m su 4.20 m, 1.30 m di pescaggio per la Vire, 20.40 m su 4.20 m con 1.10 m di pescaggio per il canale da Vire a Taute), molto lontano dalla sagoma Freycinet.
La Vire fu egualmente segnata dalla presenza di mulini (22 in totale che, oggi, non sono più attivi) destinati a macinare il grano, mentre alcuni divennero delle mini-centrali elettriche, e una di queste è ancora in funzione, quando la portata del fiume lo consente, à Candol (a sud-ovest di Saint-Lô).
Oggi la valle della Vire è gestita da escursionisti amanti dei paesaggi autentici ed il suo corso offre deliziose discese agli appassionati di canoa/kayak.

## Ambiente

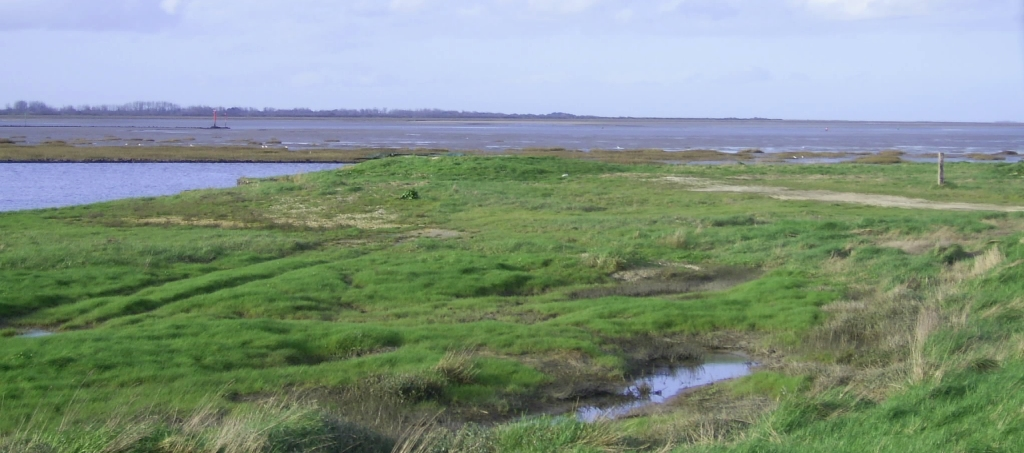
La baia dei Veys

La Vire si getta nella baia dei Veys, località naturale rimarchevole, parte integrante del Parco naturale regionale delle Paludi del Cotentin e del Bessin e protetta nel quadro delle acquisizioni del conservatoire du littoral.

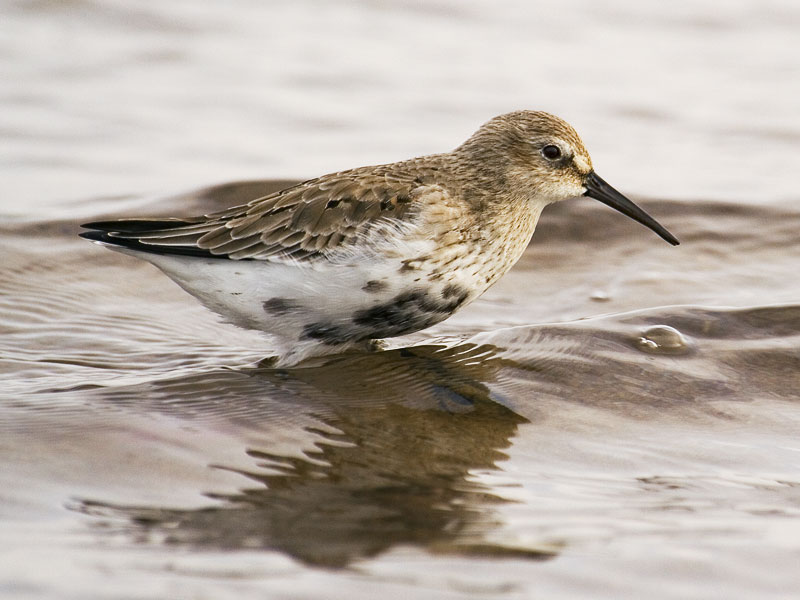
Piovanello pancianera.

Questo spazio presenta una multitudine di ambienti naturali che ne fanno tutta la ricchezza: cordoni di dune, paludi litoranee, Praterie, savane e boscaglie, erbe, polder, slikke, vaste spiagge. Questa varietà ne fa una zona di accoglimento privilegiata per uccelli migratori, particolarmente anatre o piccoli trampolieri, tra i quali troviamo tuffetti comuni, germani reali, folaghe comuni e pavoncelle. Certe specie sono oggetto d'una particolare attenzione per la loro rarità o per il loro ruolo negli ecosistemi nazionali o internazionali: mestoloni comuni, cordoni comuni, Piovanello pancianera, alzavole, pittime minori, corrieri grossi, beccapesci o ancora fischioni. Accanto a quest'avifauna, la recente presenza di una piccola truppa di foche comuni s'iscrive nel quadro di un ripopolamento degli estuari del nord della Francia per questa specie di mammifero marino.
La baia presenta parimenti un grande interesse per la flora, come ha provato, nel 1998, la scoperta di quattro nuove specie in questa regione della Francia; tre di orchidee: l'orchidea acquatica, la marina rosea e l'elleborina palustre, una di felci: l'ofioglosso comune. A loro fianco vi è una molteplicità di fiori, piante e arbusti: romici delle paludi, anagallis tenella, ruppia delle paludi, sassifraga tridattila, tamerici d'Inghilterra e, tra tanti altri, numerosi tipi di ranuncoli.

## Dipartimenti e comuni attraversati
- Calvados : Vire, Pont-Farcy, Isigny-sur-Mer
- Manica : Tessy-sur-Vire, Troisgots, Condé-sur-Vire, Sainte-Suzanne-sur-Vire, La Mancellière-sur-Vire, Saint-Lô, Rampan, Pont-Hébert, La Meauffe, Cavigny